# Summer World University Games 2025/Teilnehmer (Spanien)
| Gelbes Symbol für Goldmedaillen mit stilisierten Olympischen Ringen | Graues Symbol für Silbermedaillen mit stilisierten Olympischen Ringen | Braundes Symbol für Bronzemedaillen mit stilisierten Olympischen Ringen |
| ------------------------------------------------------------------- | --------------------------------------------------------------------- | ----------------------------------------------------------------------- |
| 3                                                                   | 7                                                                     | 6                                                                       |

Spanien nahm an den Summer World University Games 2025 vom 16. bis zum 27. Juli mit 144 Athleten (66 Männer und 78 Frauen) teil.

## Medaillen

### Medaillenspiegel
| Rang   | Sportart                | Gold | Silber | Bronze | Gesamt |
| ------ | ----------------------- | ---- | ------ | ------ | ------ |
| 1      | Leichtathletik          | 2    | 3      | 4      | 9      |
| 2      | 3×3-Rollstuhlbasketball | 1    | 1      | –      | 2      |
| 3      | Taekwondo               | –    | 1      | 1      | 2      |
| 4      | Judo                    | –    | 1      | –      | 1      |
| 5      | Turnen                  | –    | 1      | –      | 1      |
| 6      | Schwimmen               | –    | –      | 1      | 1      |
| Gesamt | Gesamt                  | 3    | 7      | 6      | 16     |

### Medaillengewinner
| Name/n                                                           | Sportart                | Wettkampf                |
| ---------------------------------------------------------------- | ----------------------- | ------------------------ |
| Gold                                                             |                         |                          |
| Alejandro García Adrián García Pablo Poyato Ignacio Ortega       | 3×3-Rollstuhlbasketball | Männer                   |
| David Barroso                                                    | Leichtathletik          | 800 m Männer             |
| Una Stancev                                                      | Leichtathletik          | Hochsprung Frauen        |
| Silber                                                           |                         |                          |
| Alejandro Quijada                                                | Leichtathletik          | 3.000 m Hindernis Männer |
| Adrià Alfonso                                                    | Leichtathletik          | 200 m Männer             |
| Ángel Díaz (Leichtathlet)                                        | Leichtathletik          | 110 m Hürden Männer      |
| Sara Revuelta Naiara Rodríguez Beatriz Zudaire Paola Ramos       | 3×3-Rollstuhlbasketball | Frauen                   |
| Lena Moreno Reyes                                                | Taekwondo               | Kyorugi -67 kg           |
| Laia Masferrer Ainara Sautua Maia Llàcer Irene Ros Lorena Medina | Turnen                  | Mannschaftsmehrkampf     |
| Luis Barroso Lopez                                               | Judo                    | Klasse bis 60 kg         |
| Bronze                                                           |                         |                          |
| Daniela García                                                   | Leichtathletik          | 800 m Frauen             |
| Esperança Cladera                                                | Leichtathletik          | 200 m Frauen             |
| Mario Priego                                                     | Leichtathletik          | 10.000 m Männer          |
| Alicia Berzosa                                                   | Leichtathletik          | 10.000 m Frauen          |
| Tomas Fernández                                                  | Taekwondo               | Poomsae Einzel           |
| Aina Fernández                                                   | Schwimmen               | 200 m Brust              |

## Teilnehmer nach Sportarten

### 3×3-Rollstuhlbasketball
| Männer - Alejandro García - Adrián García - Pablo Poyato - Ignacio Ortega | Frauen - Sara Revuelta - Naiara Rodríguez - Beatriz Zudaire - Paola Ramos |

### Badminton
| Männer - Daniel Franco - Carlos Piris - Jacobo Fernández - Vicente Gazquez - Miguel Esteve - Álvaro Leal | Frauen - Nikol Carulla - Carmen Jiménez - Ana Ramírez - Amaia Torralba - Ana Novoa - Cristina Teruel |

### Beachvolleyball
Frauen
- Marta Carro
- Sofía Izuzquiza

### Fechten
| Männer - Ricardo Sánchez - José Martín - Diego Rodríguez - Álvaro Fernández - Germán Ferreiro - Arnau Guma - Álvaro Marcos - Carlos Flórez - Asier Olangua - Joaquín González - Julio Pérez | Frauen - Candela Lozano - Daniela Pinyol - Martina Torrego - Jara Del Cura - Mariana García - Sofía Gaydos - Itziar Gallardo - María Ventura - María Castaño |

### Judo
| Männer - Román Amaro - Luis Barroso - Daniel Cervantes - Álvaro Cano - Marc García - Aharón Santamaría - Diego Diezma | Frauen - Mireia Rodríguez - Laura Gómez - Alicia Martín - Aitana Fernández - Ainoa Salazar - Ana Vizoso - Miriam Cobos |

### Leichtathletik
| Männer - Miguel Baidal - Mario Priego - Ángel Díaz - Pol Oriach - Adrià Alfonso - Alejandro Quijada - Adrián De la Orden - David Barroso - Juan Trujillo - Artur Coll | Frauen - Alicia Berzosa - Esperança Cladera - Carla García - Daniela García - Lucía Juan - Marina Martínez - Andrea Romero - Una Stancev - Carmen Rosales |

### Rudern
| Männer - Alexander Jurado (Einer) - Jordi Alexandrescu (Doppelzweier, Achter) - Sergi Olid (Doppelzweier, Achter) - Bruno Eder (Vierer ohne Steuermann Achter) - Pablo Velasco (Vierer ohne Steuermann Achter) - Iker Castiñeira (Vierer ohne Steuermann Achter) - Francisco Figueira (Zweier, Achter) - Iker Dos Reis (Zweier, Achter) - Rafael Gómez (Vierer ohne Steuermann Achter) | Frauen - Martina Moya (Einer, Achter) - Lidia Florido (Doppelzweier, Achter) - Karla Remacha (Doppelzweier, Achter) - Inmaculada Rius (Vierer ohne Steuerfrau Achter) - Inés Martín-Jiménez (Vierer ohne Steuerfrau Achter) - Haizea Gozategi (Vierer ohne Steuerfrau, Achter) - Noa Guasch (Vierer ohne Steuerfrau Achter) - Paula Tarradas (Achter) - Carlota González (Achter) - Emma Vázquez (Achter) |

### Schwimmen
| Männer - Pablo Ortega - Nicolás García - Diego Mira - Alberto Hernández | Frauen - Ainhoa Campabadal - Aina Fernández - Alba Herrero - Paula Juste - Julia Pujadas |

### Taekwondo
| Männer - Alejandro Carrión - Pepe Ortiz - Lois Tomás - Iker Abad - Adrián Villa - Mikel Fernández - Ismael Akbulut - Tomás Fernández - Raúl Gordo | Frauen - Ana Jiménez - Sofía García - Alma Pérez - Elena Torres - Elsa Secanell - Lena Moreno - Julia Fernández - Laura Álvarez - Desirée Rivadulla |

### Turnen

#### Gerätturnen
| Männer - Pau Jiménez - Ignacio Yockers - Unai Baigorri - Álvaro Giráldez - Joshua Williams | Frauen - Laia Masferrer - Ainara Sautua - Maia Llàcer - Irene Ros - Lorena Medina |

### Volleyball
Frauen
- Elena Borràs
- Leticia Delagrammatikas
- Carlota Echávarri
- Jimena Fernández
- Inés Victory
- Alessandra Hurtado
- Lola Hernández
- Zoi Mavrommatis
- Raquel Montoro
- Helena Orejas
- Margalida Pizà
- Ariadna Priante
- Cayetana López
- Candela López